# 막돈니으엉
막돈니으엉(베트남어: Mạc Đôn Nhượng / 莫敦讓 막돈양, ? ~ 1593년)은 대월 막 왕조의 황족, 정치인, 군인이다. 막당조아인의 아들로, 응왕(베트남어: Ứng vương / 應王)에 봉해졌다.

## 생애
1562년, 막푹응우옌이 사망하자 막머우헙이 뒤를 이었다. 당시 막머우헙의 나이가 2살이었으므로 겸왕(謙王) 막낀디엔이 군사를, 막돈니으엉이 내정을 담당하였으며, 막머우헙을 데리고 조정에 나가 정사를 보았다.
1580년, 막낀디엔이 사망하자 이듬해 1581년에 막돈니으엉이 군사와 내정을 동시에 담당하였다. 막돈니으엉은 각지의 병사를 징병하였고, 응우옌꾸옌(阮倦), 막응옥리엔과 함께 후 레 왕조의 타인호아 부근의 각 현들을 공격하였다. 찐뚱은 호앙딘아이(黃廷愛), 응우옌흐우리에우(阮有僚)를 보내 방어하였고, 막 왕조의 군사를 대패시켰다. 이후 막 왕조는 다시는 남족으로 내려와 후 레 왕조를 공격할 수 없었다.
1589년, 찐뚱이 군사를 이끌고 막 왕조를 공격하였고, 안캉(安康)의 각 현에 도달하였다. 막돈니으엉은 군사를 이끌고 방어하였으나, 찐뚱은 계략으로 적을 꾀어 내어 옌모(安謨) 일대에서 막 왕조의 군사를 대패시켰다. 막돈니으엉은 탕롱으로 돌아갔고, 찐뚱은 타인호아에서 헌부(獻俘)하였다. 이 전투 이후로 막 왕조는 크게 힘을 잃었다. 이후 찐뚱이 다시 북벌하였고, 1592년에 탕롱을 함락한 뒤 막머우헙을 죽였다. 막돈니으엉은 막머우헙의 아들 막또안을 데리고 찌린현(至靈縣)을 지키고 있던 막낀찌에게 달아났다. 이듬해 1593년, 찐뚱이 찌린현을 격파하고 막또안과 막낀찌 등을 죽였다. 막돈니으엉은 안박현(安博縣) 경내로 달아났으나, 과도하게 두려워한 나머지 병을 얻어 죽었다.